# Resolutie 1116 Veiligheidsraad Verenigde Naties
Resolutie 1116 van de Veiligheidsraad van de Verenigde Naties werd unaniem door de VN-Veiligheidsraad aangenomen op 27 juni 1997.

## Achtergrond
Na de hoogdagen onder het decennialange bestuur van William Tubman, die in 1971 overleed, greep Samuel Doe de macht. Zijn dictatoriale regime ontwrichtte de economie en er ontstonden rebellengroepen tegen zijn bewind, waaronder die van de latere president Charles Taylor. In 1989 leidde de situatie tot een burgeroorlog waarin de president vermoord werd. De oorlog bleef nog doorgaan tot 1996.

## Inhoud

### Waarnemingen
De ECOWAS had beslist de verkiezingen in Liberia uit te stellen tot 19 juli. Die parlements- en presidentsverkiezingen waren essentieel voor het vredesproces en zouden worden waargenomen door UNOMIL.

### Handelingen
Het mandaat van die waarnemingsmacht werd aldus verlengd tot 30 september in de verwachting dat het op die datum ten einde zou lopen. Alle Liberianen werd gevraagd vreedzaam deel te nemen aan het verkiezingsproces. Het was noodzakelijk dat de VN, ECOWAS, de Liberiaanse Onafhankelijke Verkiezingscommissie en de internationale gemeenschap samenwerkten aan de coördinatie ervan. Verder werd nog eens op het wapenembargo tegen Liberia gewezen. Ten slotte werd de secretaris-generaal gevraagd de verkiezingen op te volgen en tegen 29 augustus te rapporteren.

## Verwante resoluties
- Resolutie 1083 Veiligheidsraad Verenigde Naties (1996)
- Resolutie 1100 Veiligheidsraad Verenigde Naties
- Resolutie 1343 Veiligheidsraad Verenigde Naties (2001)
- Resolutie 1395 Veiligheidsraad Verenigde Naties (2002)

Lijst ·  1093 ·  1094 ·  1095 ·  1096 ·  1097 ·  1098 ·  1099 ·  1100 ·  1101 ·  1102 ·  1103 ·  1104 ·  1105 ·  1106 ·  1107 ·  1108 ·  1109 ·  1110 ·  1111 ·  1112 ·  1113 ·  1114 ·  1115 ·  1116 ·  1117 ·  1118 ·  1119 ·  1120 ·  1121 ·  1122 ·  1123 ·  1124 ·  1125 ·  1126 ·  1127 ·  1128 ·  1129 ·  1130 ·  1131 ·  1132 ·  1133 ·  1134 ·  1135 ·  1136 ·  1137 ·  1138 ·  1139 ·  1140 ·  1141 ·  1142 ·  1143 ·  1144 ·  1145 ·  1146